# جون أ. ميد
جون أ. ميد (بالإنجليزية: John A. Mead)‏ (و. 1841 – 1920 م) هو سياسي، وطبيب أمريكي، ولد في فير هيفن، كان عضوًا في الحزب الجمهوري، توفي عن عمر يناهز 79 عاماً.

## مناصب
تولى منصب حاكم فيرمونت ‏ (5 أكتوبر 1910–3 أكتوبر 1912)
- عضو مجلس نواب فيرمونت

.

## التعليم
تعلم في جامعة كولومبيا، وتعلم في جامعة نورويتش، وتعلم في كلية ميدلبوري، وتعلم في كلية الأطباء والجراحين بجامعة كولومبيا
.